# Mayatrichia rualda
Mayatrichia rualda is een schietmot uit de familie Hydroptilidae. De soort komt voor in het Neotropisch gebied.